# 조선부
조선부(朝鮮賦)는 중국 명나라의 동월(董越)이 조선의 풍토를 부(賦)로 읊은 책이다. 1책. 조선 성종 19년(1488)에 조선에 사신으로 왔다가 본국으로 돌아가 이 책을 지었으며, 명종 때에 중국에서 간행하였다.